# Аллен (Побег)
«Аллен» (англ. Allen) — второй эпизод американского телесериала «Побег». Премьера серии состоялась 29 августа 2005 года на телеканале Fox. Автором сценария выступил Пол Шойринг, режиссёром — Майкл Уоткинс.

## Создание
В данном эпизоде впервые в сериале появляется Роберт Неппер в роли Теодора Бэгвелла, появление которого становится регулярным со следующего эпизода и который сыграл одну из важнейших ролей в сериале. Также впервые появляются Патриша Уэттиг (вице-президент Кэролин Рейнолдс) и Курт Касерес (Гектор Авила, кузен Фернандо Сукре).

### Музыка
В эпизоде использованы два трека Black Toast Music — «Willing to Die» и «This Is War».

## Сюжет
Майкл Скофилд и  Чарльз Вестморленд играют в шашки. Майкл намекает Чарльзу на план побега, в ответ тот говорит о том, что его беспокоят грядущие межрасовые столкновения в тюрьме.
В камере Майкл смотрит на часть своей татуировки, где написано «Аллен Швейцер 11121147», затем он записывает это на листок. В это время в тюрьме начинаются обыски, заключённые выбрасывают запрещенные предметы из своих камер. Майкл обнаруживает заточку под столом, в это время его застает Беллик с охранниками, о чём говорит начальнику Поупу. Поуп спрашивает у Майкла о заточке, тот в ответ молчит. Понимая, что Майкл не виноват, он отдает приказ отвести Фернандо Сукре в карцер.
В тюремной часовне Майкл говорит Линкольну о плане побега и о том, что путь на свободу проходит через медпункт. Выясняется, для чего Майклу нужен ПАГНАк от Си-Ноута. Линкольну кажутся невероятными планы Майкла.
Во дворе во время прогулки Майкл находит болт в трибуне, на верхушке болта значится его серийный номер 11121147. Флэшбэк показывает, как Майкл изучает чертёж той скамейки. Майкл делает заметку на этом плане: 11121147. Затем вновь оказавшись во дворе, Майкл начинает откручивать болт с помощью монеты, за этим занятием его застаёт Теодор Бэгвелл со своим сокамерником — как оказалось, Майкл сел на его место. Ти-Бэг предлагает Майклу защиту в грядущих столкновениях, Майкл отказывается. После этого он вынужден уйти, оставив полуоткрученный болт.
Тем временем Вероника Донован встречается с бывшим адвокатом Линкольна Тимом Джиллесом и расспрашивает его об обстоятельствах дела. Тим говорит, что вина Линкольна в этом деле доказана, и в качестве исчерпывающих доказательств приводит видеоплёнку, зафиксировавшую убийство. Также Вероника расспрашивает Тима о Крэбе Симмонсе, который мог помочь в данном деле. Линкольн в это время сидит в своей камере и вспоминает свои отношения с Вероникой.
Находясь во дворе, Майкл спрашивает у Си-Ноута о своей просьбе, в ответ тот заявляет, что работает над этим. Си-Ноут интересуется, зачем Майклу нужно попасть в госпиталь. В это время Бэгвелл замечает Майкла и Си-Ноута вместе. Позднее, когда Майкл выкрутил болт, Бэгвелл и его приближённые ловят его за руку и подозревают его в том, что тот перешёл на сторону негров, Бэгвелл забирает болт и передаёт её своему сокамернику Мэю Тэгу.
После принятия душа к Майклу подходит Си-Ноут и показывает таблетки с ПАГНАКом, но затем обвиняет его в предательстве и забирает таблетки.
Вероника приезжает в тюрьму, встречается с Линкольном и говорит ему о видеоплёнке. Линкольн заявляет, что он был на месте, но не стрелял. Позднее Вероника находит мать Крэба Симмонса и узнает о том, что тот умер. Тем временем Тим Джойлс сталкивается с Полом Келлерманом и Дэнни Хейлом, которые интересуются, зачем он сделал копию видеозаписи, и узнают о Веронике.
Тем временем в тюрьме вспыхивают беспорядки. Некий чернокожий заключённый выкидывает Майкла вниз со второго этажа. В это время на него бросается Мэй Тэг с болтом. Майкл выхватывает у него болт, но в этот момент другой чернокожий заключённый смертельно ранит Мэя Тэга, и тот умирает у него на руках. В это время охранники распыляют слезоточивый газ в тюрьме. Видя Мэя Тэга и Майкла, Бэгвелл решает, что убийца — Майкл, и клянётся отомстить ему. Прибывший начальник Поуп объявляет о строгой изоляции на двое суток.
Веронике поступает звонок от бывшей подруги Симмонса, Летисии Бэррис и говорит о том, что у неё есть информация. На встрече она решительно опровергает сведения о том, что Симмонс умер от передозировки, поскольку тот был серьёзно болен и смерть его ей кажется подозрительной. Летисия говорит, что за ней следят, и вскоре уходит. Тем временем Келлерман звонит вице-президенту Кэролин Рейнолдс, которая уже знает о Веронике и уверена, что та может помешать делу.
Находясь в камере, Майкл обтачивает болт от скамейки и затем откручивает им болты из унитаза в камере.
Си-Ноут передаёт Майклу таблетки ПАГНАКа и извиняется за свои сомнения в нём. В госпитале после проведённого анализа крови Сара сообщает Майклу о высоком уровне сахара в крови и наличии диабета. На обратном пути Беллик, конвоирующий Майкла, на несколько секунд отходит, и в это время Майкла хватают люди Джона Абруцци, которые тащат его на склад, где находится он сам. Джон пытается безуспешно заставить Майкла выдать Фибоначчи, в противном случае угрожая отрезать ему ножницами палец на ноге, на что тот отвечает, что сделает это только за пределами тюрьмы. Ножницы смыкаются…

## Реакция
Эпизод «Allen» был показан одновременно с первым эпизодом сериала, «Pilot», его посмотрело 10,5 миллионов американских телезрителей.